# Curaçao (Likör)

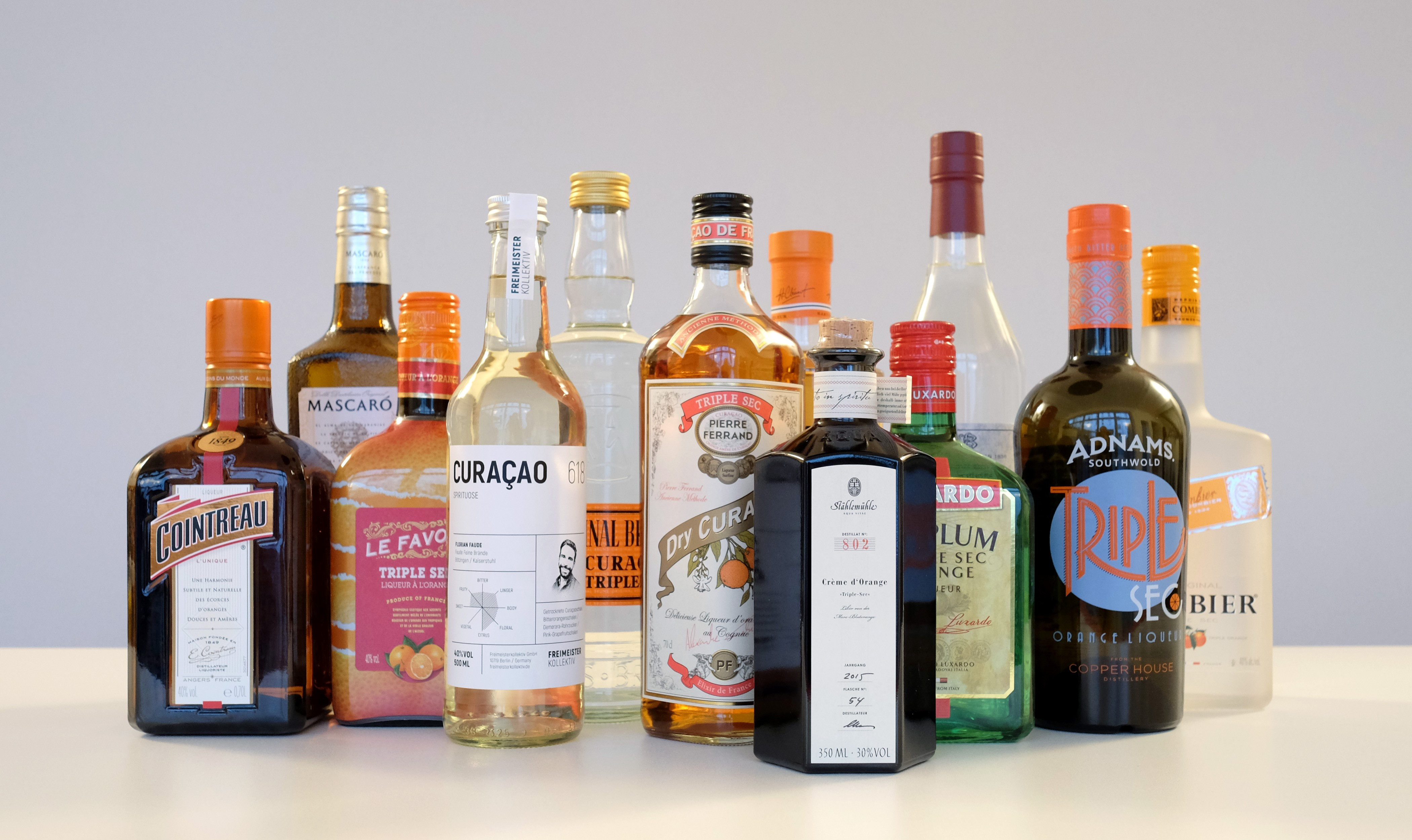
Verschiedene Curaçao-Liköre, vor allem Triple Sec Curaçaos

Als Curaçao [kyʀaˈsaːo] und teilweise als Triple Sec werden Liköre mit Orangengeschmack bezeichnet, die nach der vor Venezuela liegenden Insel Curaçao benannt sind.
In ihrer ursprünglichen Form werden diese Liköre mit den Schalen einer für die Insel charakteristischen Bitterorangen-Unterart aromatisiert. Dabei weisen die alternativ oder zusätzlich als Triple Sec bezeichneten Curaçao-Liköre traditionell einen höheren Alkoholgehalt auf. Da die Begriffe Curaçao und Triple Sec keine geschützten Herkunfts- oder Qualitätsbezeichnungen im Sinn der EU-Spirituosenverordnung sind, können so benannte Liköre weltweit und mit unterschiedlichsten Rezepturen hergestellt worden sein.

## Geschichte
Nachdem die Spanier die Insel 1499 entdeckt hatten, versuchten sie dort ab 1527 Bitterorangen (auch Sevilla-Orangen oder Pomeranzen genannt) anzubauen. Allerdings vertrugen die Bäume die dortigen Boden- und Wetterverhältnisse nicht, ihre Früchte waren ungenießbar. Als daraufhin die Plantagen aufgegeben wurden, verwilderten die Orangenbäume, so dass eine eigene Unterart (Citrus aurantium currassuviensis) entstand.
Im Laufe der Zeit (genaue Daten sind nicht bekannt) fand man heraus, dass die getrockneten Schalen ätherische Öle mit einem besonders intensiven Aroma enthalten, die sich unter anderem zur Herstellung von Spirituosen mit Orangengeschmack eignen.
Im 19. Jahrhundert fanden solche Liköre großen Anklang in Frankreich: 1834 kam der Combier Triple Sec, nach 1875 Cointreau und 1880 Grand Marnier auf den Markt. Dabei handelte es sich noch nicht um den mit Cognac hergestellten, heute bekannteren „Cordon Rouge“, sondern um einen Triple Sec auf Basis von Neutralalkohol. Auf der Insel selbst begann eine größere Produktion dagegen erst 1896 mit dem noch heute hergestellten Curaçao of Curaçao aus der Destillerie der Familie Senior.

## Herstellung
Traditionell werden die getrockneten Schalen von normalen Orangen, Bitterorangen oder echten Laraha (auf der Insel Curaçao wachsende Pomeranzen) in Neutralalkohol eingelegt, der die Aromen herauslöst. Zusätzlich werden zur Aromatisierung auch Schalen weiterer Zitrusfrüchte, Gewürze und Aromen verwendet, so dass sich Curaçao-Liköre verschiedener Hersteller im Geschmack zum Teil sehr deutlich voneinander unterscheiden. Dabei ist auch der Zusatz von Aromastoffen zulässig. Das entstandene Mazerat wird schließlich mit Alkohol, Zucker und Wasser vermischt abgefüllt.
Für Liköre schreibt die EU-Spirituosenverordnung einen Mindest-Zuckergehalt von 100 g pro Liter vor, er liegt aber bei Orangenlikören in der Regel bei mehr als 250 g pro Liter. Der Alkoholgehalt muss, wie bei allen Spirituosen, mindestens 15 % vol. betragen. Curaçaos enthalten in der Regel mindestens 20 Volumenprozent Alkohol. Orangenliköre mit 30 Prozent oder mehr werden oft als „Triple Sec“ (nach einer alten Marke für Orangenlikör; Französisch wörtlich „dreifach trocken“) oder „triple orange“ bezeichnet. Weitere Zusätze wie „dry orange“ oder „red orange“ weisen lediglich auf den Geschmack oder die Farbe einzelner Produkte hin, stellen aber keine anerkannten Gattungsbegriffe oder Qualitätsstufen dar.

## Sorten, Farben und Marken

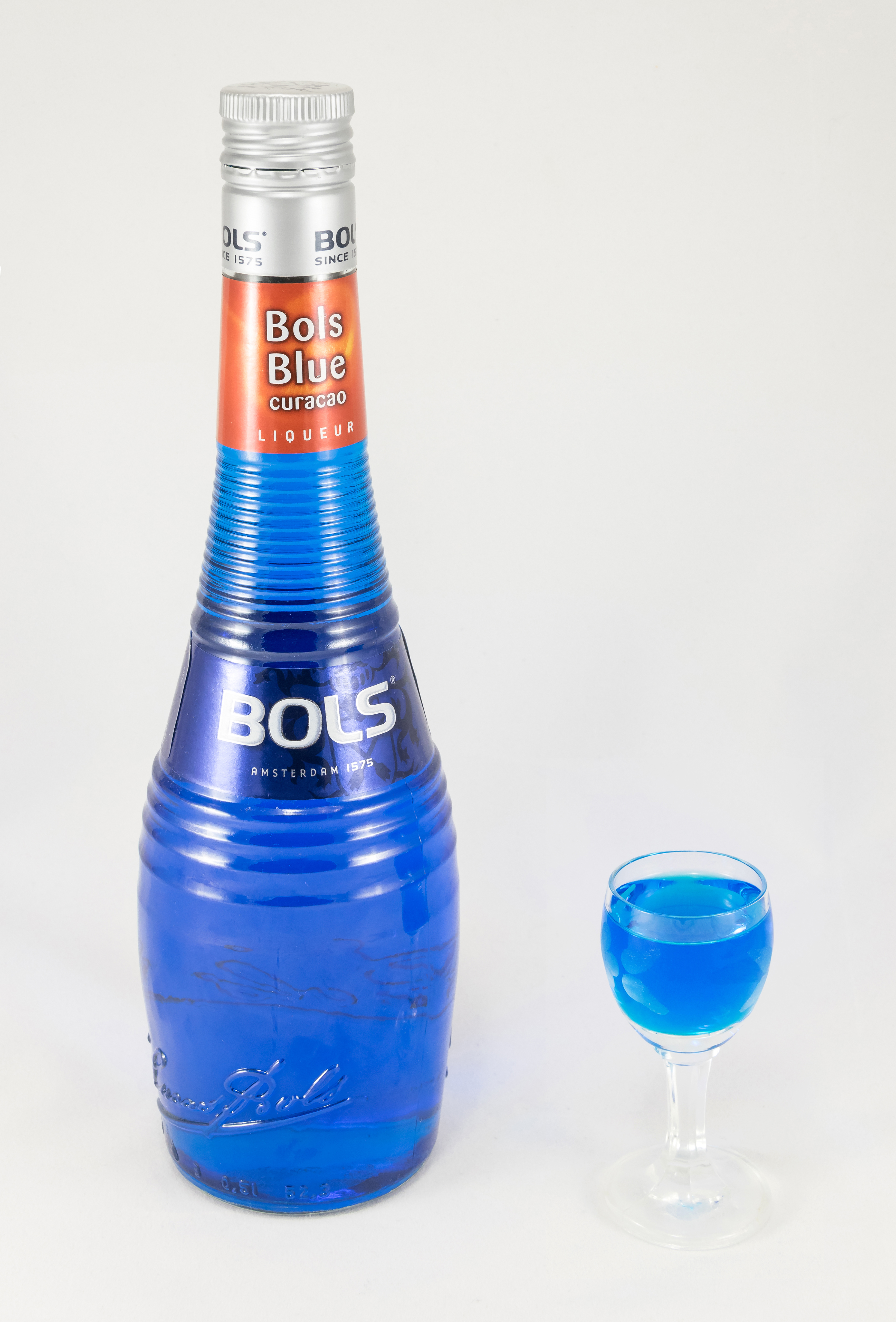
Blau gefärbter Blue Curaçao

Die meisten großen Likörhersteller wie Bols, Marie Brizard, De Kuyper oder Giffard haben sowohl Curaçao- als auch Triple-Sec-Liköre im Angebot, oft in verschiedenen Farben und Ausführungen. Zu den Triple Secs gehören die bekannten Marken Cointreau (wobei der Likör inzwischen nicht mehr als Triple Sec ausgezeichnet ist), Grand Marnier Triple Sec (in der nicht mehr hergestellten Variante „cordon jaune“) und der 2013 mit dem Mixology Bar Award „Spirituose des Jahres“ ausgezeichnete Pierre Ferrand Dry Curaçao. Darüber hinaus gibt es unzählige Handelsmarken.
Bunt gefärbte Curaçaos wurden in einer Zeit auf den Markt gebracht, als klassische Cocktails kaum noch gefragt waren, und bei vielen Kunden mehr Möglichkeiten zur farblichen Gestaltung von Cocktails einen höheren Stellenwert hatten als deren geschmackliche Güte. Bekannt ist neben rotem und grünem vor allem der blaue Curaçao, der zum Beispiel mit Brillantblau FCF (E 133) oder Patentblau V (E 131) intensiv gefärbt ist. Er ermöglichte es erstmals, Cocktails eine blaue Farbe zu verleihen, da es sonst keine blau färbende Zutat gab. Heute stehen mit Blue Curaçao gefärbte Cocktails sinnbildlich für die Trinkkultur der 1980er Jahre; ein bekanntes Beispiel ist der von Charles Schumann 1978 kreierte Swimming Pool.
Um den Erfolg des Curaçaos auch für alkoholfreie Mixgetränke nutzen zu können, wurde der Geschmack bald auch für die Herstellung von Curaçao-Sirups adaptiert. Hier sind die blau gefärbten Varianten weitaus erfolgreicher als die klaren.

## Verwendung
Curaçao- und Triple-Sec-Liköre finden überwiegend als Zutat für Mixgetränke Verwendung, wobei insbesondere einige Triple Secs auch pur genossen werden. Bekannte Cocktails mit Curaçao- oder Triple-Sec-Likören sind Margarita, Mai Tai, Sidecar, Cosmopolitan, Golden Dream, Brandy Crusta, Between the Sheets und White Lady, teilweise wird auch der B52 mit Orangenlikör zubereitet.
Blue Curaçao wird oft mit Orangensaft vermischt als Longdrink „Grüne Wiese“, „Grüne Witwe“, „Grüner Frosch“ oder „Grüner Engel“ angeboten, mit Sekt aufgegossen oder in der Colada-Variante Swimming Pool verwendet.